# Kev Lambert
Kev Lambert, auparavant connu sous le nom de Kevin Lambert, né le 17 octobre 1992 à Montréal est un écrivain québécois.
En 2017, il publie son premier roman, intitulé Tu aimeras ce que tu as tué, et en 2018, Querelle de Roberval, tous deux aux éditions Héliotrope. Son troisième roman, Que notre joie demeure, publié chez Héliotrope en 2022 au Québec et au Nouvel Attila en 2023 en France, est lauréat du prix Médicis 2023.

## Biographie
Né en 1992, Kev, Lambert a grandi à Chicoutimi dans la région du Saguenay–Lac-Saint-Jean au Québec. Il a fait ses études préuniversitaires au Cégep de Chicoutimi.  Il est diplômé de l'Université de Montréal avec une maîtrise et un doctorat, en création littéraire sous la direction de Catherine Mavrikakis. Sa thèse est rédigée sous la co-direction de Ginette Michaud et remporte le prix de la meilleure thèse en arts et sciences humaines de l'Université de Montréal.
En mars 2017, il publie son premier roman, Tu aimeras ce que tu as tué, chez Héliotrope.
Lambert est également impliqué dans la scène littéraire québécoise. À l'automne 2017, il contribue à la revue québécoise Moebius, avec un compte-rendu, intitulé « Peut-on écrire l’histoire littéraire à rebours ? », du roman de Jean Basile Me déshabiller n'a jamais été une tâche facile (paru dans la revue québécoise Spirale). Ce texte critique a obtenu le prix Pierre L'Hérault de la critique émergente en 2017, décerné par la revue Spirale et ses partenaires. Il a également été libraire à la librairie Le Port de tête à Montréal,.
Le 26 septembre 2018, lors de la rentrée littéraire québécoise, Lambert publie son deuxième roman, Querelle de Roberval aux éditions Héliotrope,. Ce roman est publié en France en août 2019 sous le titre Querelle aux éditions Le Nouvel Attila. Pour l'occasion, certaines expressions québécoises ont été modifiées pour le public franco-européen. En France, Querelle obtient le Prix Sade 2019 (ex æquo avec Christophe Siébert) ; le roman est également finaliste pour le prix littéraire du Monde, finaliste pour le Grand prix du livre de Montréal et a été sélectionné pour le prix Wepler et pour le prix Médicis.
En 2022, il publie Que notre joie demeure, un troisième roman issu de sa thèse de doctorat. Lambert y décrit le parcours d'une architecte de renommée internationale qui se fait accuser de la gentrification d'un quartier populaire montréalais après avoir accepté d'y réaliser le siège social d'une firme locale,. En juillet 2023, le Premier ministre du Québec François Legault partage une critique appréciative du roman dans une publication Facebook. Lambert répond à cette publication : « En pleine crise du logement, alors que votre gouvernement travaille à saper les derniers remparts qui nous protègent d’une gentrification extrême à Montréal, mettre mon livre de l'avant est minable. [...] Il faut lire les yeux fermés pour ne pas voir comment le portrait de la ville qui est dépeint dans le roman va à l'encontre des politiques destructrices, anti-pauvres, anti-immigrants, pro-propriétaires et pro-riches de votre gouvernement,. ».
L'édition française de son roman, Que notre joie demeure, publié chez Le Nouvel Attila, figure dans la première sélection du prix Goncourt 2023 et reçoit le prix Décembre ainsi que le prix Médicis 2023.
À la suite de la sélection de Que notre joie demeure dans la première liste du Goncourt, l'auteur Nicolas Mathieu reproche à Lambert alors d’avoir fait appel à des sensitivity readers ou démineurs éditoriaux,.
En 2023, Lambert adapte le roman Un cœur habité de mille voix de Marie-Claire Blais pour le théâtre. L'adaptation est créée à l'Espace Go le 2 avril 2024, dans une mise en scène de Stéphanie Jasmin et Denis Marleau.
En 2024, Lambert publie Les sentiers de neige, son quatrième roman. Il s'agit de sa première publication sous le nom de Kev Lambert.

## Résumé des œuvres
- Querelle de Roberval est une fiction syndicale qui traite des préjugés et des stéréotypes sur des tabous. C'est avec un discours marginal que Lambert dénonce les luttes sociales, dont les écarts de richesse entre les riches et les pauvres, les inégalités avec les autochtones, l'ouverture d'esprit des grands centres urbains comparés au villes de région, l'homosexualité et l'homophobie, les inégalités entre les hommes et les femmes, les relations de pouvoir entre le patronat et le syndicat. Les personnages bouillants de vengeance vont mener une lutte contre ces inégalités. Cette œuvre commence par une approche réaliste et se termine par un courant surréaliste, ce qui transforme le rythme du récit. Le personnage principal, Querelle, est inspiré du personnage central de Querelle de Brest de Jean Genet[31].

## Œuvres

### Romans

#### Sous le nom de Kevin Lambert
- Tu aimeras ce que tu as tué, Montréal, Éditions Héliotrope, 2017, 216 p. (ISBN 9782924666197 et 2924666198)
  - Nouvelle édition française, Tu aimerais ce que tu as tué, Paris, Le Nouvel Attila, 2021, 204 p. (ISBN 978-2371001114)
  - Traduction anglaise, (en) You Will Love What You Have Killed (trad. Donald Winkler), Windsor, Biblioasis, 2020, 184 p. (ISBN 978-1771963527)[32]
- Querelle de Roberval, Montréal, Éditions Héliotrope, 2018, 288 p. (ISBN 9782924666524)[33]
  - Nouvelle édition française sous le titre Querelle, Paris, Le Nouvel Attila, 2019, 256 p. (ISBN 9782371000810)[34]
  - Traduction anglaise, (en) Querelle of Roberval, Windsor, Biblioasis, 2022, 200 p. (ISBN 978-1771963541)[35]
- Que notre joie demeure (roman)Que notre joie demeure, Montréal, Éditions Héliotrope, 2022, 384 p. (ISBN 9782898220876)
  - Nouvelle édition française, Que notre joie demeure, Paris, Le Nouvel Attila, 2023, 368 p. (ISBN 978-2-493-21331-0)

#### Sous le nom de Kev Lambert
- Les Sentiers de neige, Montréal, Éditions Héliotrope, 2024, 416 p. (ISBN 9782898221613)
  - Éditions française, Les Sentiers de neige, Paris, Le Nouvel Attila, 2024, 352 p. (ISBN 978-2-493213-71-6)

### Ouvrages collectifs
- « Édouard a 16 ans », dans Corps (sous la direction de Chloé Savoie-Bernard), Montréal, Tryptique, coll. « Encrages », 2018 (ISBN 9782897419790)
- « Il arrive que mes livres choquent : Réflexion sur la représentation et la normalisation », dans Se faire éclaté·e (sous la direction de Nicholas Dawson, Pierre-Luc Landry et Karianne Trudeau Beaunoyer), Montréal, Nota bene, 2021 (ISBN 9782895187493), p. 97-124

### Autres écrits
- « Les Enfants oubliés », dans Moebius, no 155, automne 2017[36]
- « Peut-on écrire l'histoire littéraire à rebours ? », compte-rendu de Me déshabiller n’a jamais été une tâche facile de Jean Basile, dans Spirale, no 261, 2017[37]
- « La Vérité des masques » dans Lettres québécoises no 179, automne 2020[38]
- Un cœur habité de mille voix, adaptation pour le théâtre, créée le 2 avril 2024 à l'Espace Go[29]

## Prix, distinctions et nominations

### Tu aimeras ce que tu as tué(roman)
- Prix Découverte du Salon du livre du Saguenay−Lac-Saint-Jean 2017[39]
- Prix Pierre L'Hérault de la critique émergente 2017[12],[40]
- Sélection pour le prix des Rendez-vous du premier roman 2018[41]
- Sélection pour le prix des libraires du Québec 2018[42]
- Palmarès littéraire 2017 : les choix de Plus on est de fous, plus on lit![43]
- Première sélection du prix Médicis 2021[44]
- Mention spéciale pour les 10 ans du prix de la Page 111 (2021), décernée au meilleur nom de personnage sur les 200 pages 111 de toute la sélection, pour le personnage « Croustine »[45]

### Querelle de Roberval(roman)
- Finaliste pour le Prix littéraire des collégien•ne•s 2019 (Québec)[46],[47]
- Finaliste pour le Prix des libraires du Québec 2019[48]
- Sélection préliminaire pour le Prix des libraires du Québec 2019[49]
- Finaliste pour le prix littéraire du Monde[50]
- Sélection du prix Wepler 2019[51],[52]
- Prix Sade 2019[53]
- Sélection pour le prix Médicis 2019[54]
- Finaliste pour le Grand prix du livre de Montréal 2019[55]
- Sélection Prix du Journal Le Monde 2019[56]
- Lauréat du Prix du CALQ (Conseil des arts et lettres du Québec) - Œuvre de la relève à Montréal[57]

#### Traduction anglaise
- Première sélection du Dublin Literary Award 2024[58]

### Que notre joie demeure(roman)
- Première sélection du prix Goncourt 2023[24]
- Prix de la Page 111 2023[59]
- Prix Décembre 2023[25]
- Prix Médicis 2023[60]
- Prix Ringuet 2023[61],[62]
- Finaliste pour le Grand prix du livre de Montréal 2023[63]